# Brandtocetus chongulek
Brandtocetus chongulek es una especie extinta de mamífero cetáceo de la familia de los cetotéridos descubierta en 2014 la península Kerch, en Crimea. Vivió durante el Tortoniense (Mioceno tardío) y medía aproximadamente 4.5 m de largo.